# Janice Bremner
Janice Birch (nascida Bremner) (Burlington (Ontário), 15 de julho de 1974) é uma nadadora sincronizada canadiana, medalhista olímpica.

## Carreira
Janice Bremner representou seu país nos Jogos Olímpicos de 1996, ganhando a medalha de prata em Atlanta 1996, com a equipe canadense. 